# Team NoA
Das Team NoA war von Jonas „bsl“ Alsaker gegründeter internationaler E-Sport-Clan und wurde zeitweise als bestes Counter-Strike-Team der Welt angesehen. Die Gründungsmitglieder kamen aus Norwegen und Amerika. Die Bezeichnung NoA steht jedoch nicht für Norwegians of America, wie oft behauptet wird, sondern hat nach Aussagen der Spieler keine besondere Bedeutung. Für Aufsehen sorgte Team NoA damals durch die erste Ablösesumme, die je im E-Sport gezahlt wurde, nämlich für den Norweger Ola „elemeNt“ Moum an SK Gaming.
Ende 2007 fusionierte Team NoA, zu diesem Zeitpunkt nicht mehr von den ursprünglichen Gründern, sondern einer deutschen Marketingagentur geleitet, mit dem deutschen Clan mTw. Die als eins der stärksten Teams der Welt gehandelte dänische Counter-Strike-Mannschaft wurde zu mTw International, die anderen Sektionen von Team NoA wurden nicht übernommen.

## Erfolge (Auszug)
- 2. World Cyber Games 2007
- 1. Clanbase Eurocup 2007
- 2. ESWC 2007
- 4. SEC 2007
- 3. SHG Open 2007
- 4. World Cyber Games 2006
- 1. Clanbase Eurocup 2006
- 1. SHG Open 2006
- 5. World e-Sports Games – Saison 3 – 2005
- 2. World e-Sports Games Qualifier Stockholm – 2005
- 4. Cyberathlete Professional League – UK Sheffield 2005
- 9. World e-Sports Games – Saison 2 – 2005
- 1. World e-Sports Games – Saison 1 – 2005
- 1. Cyberathlete Professional League – Winter 2004
- 1. Lethal Gamers 2004
- 4. NollElva 04
- 2. OsloLAN Fall 2004 (3 Punkte vs. Norwegian superclan sMB)
- 9.–12. Cyberathlete Professional League Dallas Sommer 2004
- 1. EverLAN Sommer 2004
- 9-16. Electronic Sports World Cup Paris 2004
- 1. Electronic Sports World Cup USA 2004
- 2. Cyberathlete Professional League Dallas Winter 2003